# Музыка общественных туалетов
Музыка общественных туалетов — «доисторический» магнитоальбом Б. Гребенщикова и М. Фанштейна. Выпущен на CD в августе 2002 года.
Распространялся как в виде отдельного альбома, так и в качестве бонус-диска к сборнику «Доисторический Аквариум».

## Описание
Это двадцатиминутный альбом, состоящий из четырёх инструментальных композиций. Никто из участников группы, обозначенных на обложке, не смог вспомнить когда была эта запись, и была ли она вообще, хотя на обложке указан год — 1974.
Звукорежиссёр — Марат Айрапетян.
Все композиции представляют собой чистую спонтанную импровизацию музыкантов, извлекающих различные звуки из подручных музыкальных инструментов.
Комментарии «участников» записи:

Это не заслуживает того, чтобы называться музыкой, — это просто шум. Где и когда это было записано, я не имею ни малейшего представления. Мы могли сесть и в любой момент сделать эту запись.
— Гребенщиков

В альбоме — всего четыре инструментальных пьесы, продолжительностью около двадцати минут. Фактически, это сингл. Все композиции называются сюитами: «Сюита 1», «Сюита 2» и т. д. Уже в первом треке слышна флейта, но про Дюшу Романова на обложке почему-то ничего не написано. Музыка очень классная, однако совершенно, по сути дела, не аквариумная. Я что-то не припомню, чтобы в 1974-ом году «Аквариум» играл авангардный джаз, фри-джазовая игра началась гораздо позже <…> И Александр Александров, он же Фагот, в «Аквариуме» играл не в 1974-ом, а гораздо позже. Да и собственной игры на ударных и перкуссии я тоже не узнаю, я играл тогда, вроде бы, гораздо примитивнее, тогда как в «сюитах» этих перкуссия звучит достаточно качественно.
— Гуницкий

К этому альбому я абсолютно никакого отношения не имею. В 1974 году Аквариум так играть не мог в принципе, да и позже — сомнительно присутствие на записи Джорджа — стиль не тот. Это больше похоже на эпоху влияния Курехина, пик участия Фагота, бредовые идеи Болучевского — год 79—80.
Вообще, некоторые записи, приписанные мне, таковыми не являются.
— Айрапетян
Вероятно, при издании альбома был перепутан год записи: годом записи является, возможно 1979, хотя совершенно непонятно где запись могла быть сделана в то время, или 1980.
Название альбома вряд ли является оригинальным — данное словосочетание в те годы бродило в умах довольно большой компании, в которую кроме участников «Аквариума» входил Майк Науменко и ещё целый ряд творческих личностей. Известно также, что Науменко во второй половине 1970-х показывал друзьям макет обложки альбома «Музыка общественных туалетов», выполненный его другом художником Игорем (Ишей) Петровским.

## Музыканты, участвовавшие в записи (вероятный список)
- Гребенщиков, Борис Борисович — акустическая соло гитара, электрогитара, автор, вокал на 4
- Файнштейн-Васильев, Михаил Борисович — бас-гитара, перкуссия
- Романов, Дюша — клавишные, флейта, аранжировки
- Александров, Александр Алексеевич — фагот

## Список композиций
1. Сюита № 1 (6:17)
2. Сюита № 2 (5:57)
3. Сюита № 3 (1:55)
4. Сюита № 4 (5:46)

## Дополнительные факты
- В 1980 году альбом вышел как бутлег.
- Альбом вышел в свет исключительно по инициативе издающей фирмы.
- Существует два вида обложки альбома — с именем БГ и с названием «Аквариум» на лицевой стороне.
- В последней композиции альбома голос Гребенщикова звучит довольно явно, что позволяет надеяться на то, что эта запись принадлежит именно «Аквариуму».
- По одному треку из этой пластинки выходило впоследствии на бюджетных изданиях серии «Доисторический Аквариум».
- Планировалось, но не было осуществлено переиздание[2] данного альбома с изменённой обложкой, 8-страничным буклетом и видео-бонусом.